# Vieux-lès-Asfeld
 Vieux-lès-Asfeld  es una comuna y población de Francia, en la región de Champaña-Ardenas, departamento de Ardenas, en el distrito de Rethel y cantón de Asfeld.
Su población en el censo de 1999 era de 266 habitantes.
Está integrada en la Communauté de communes de l'Asfeldois .

## Demografía
| 268 | 264 | 254 | 241 | 272 | 266 |
| Para los censos de 1962 a 1999 la población legal corresponde a la población sin duplicidades (Fuente: INSEE [Consultar]) |     |     |     |     |     |